# Nghèo đói ở Bắc Triều Tiên

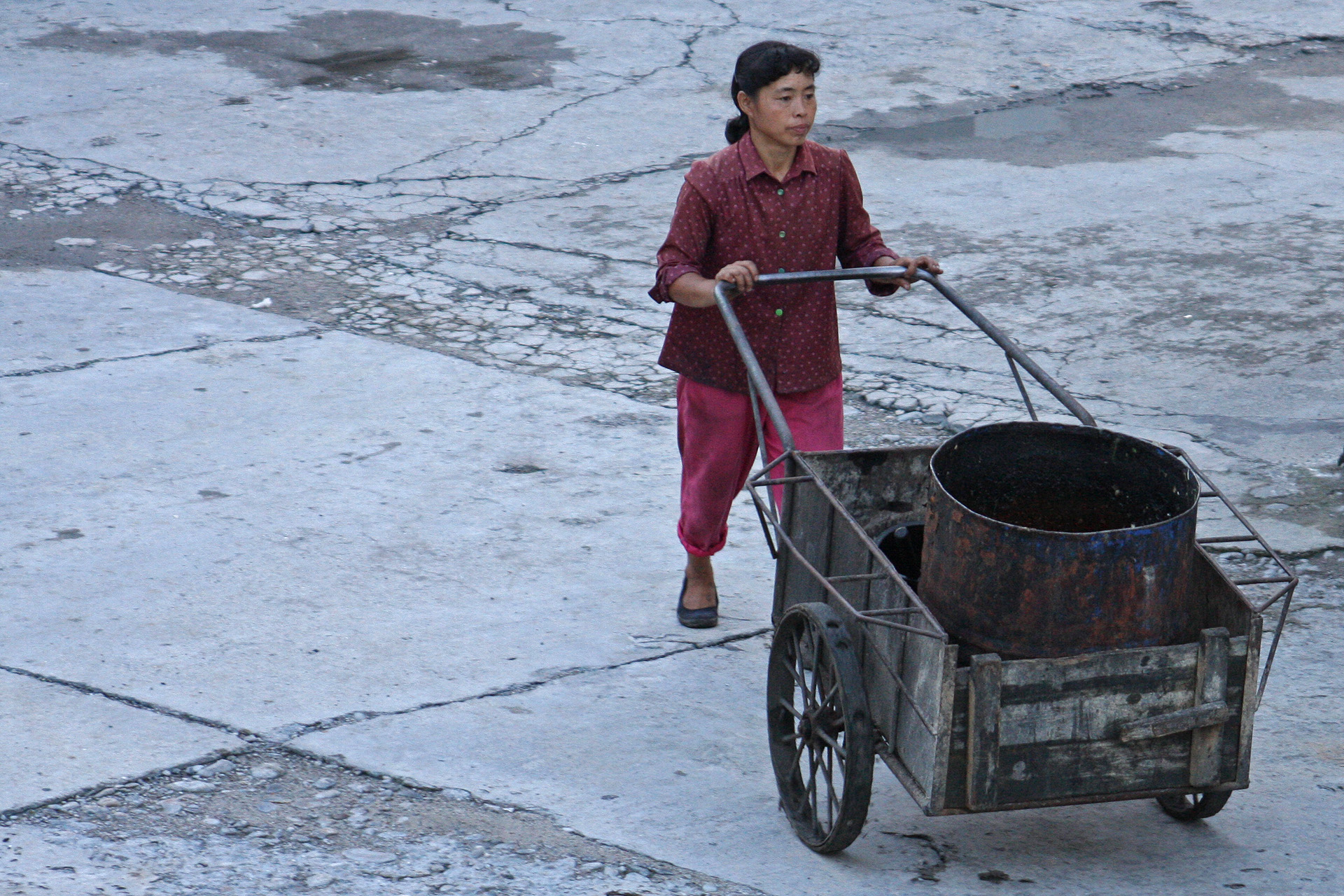
Ảnh chụp một người phụ nữ nghèo đang đẩy xe ngoài đường phố thủ đô Bình Nhưỡng ở Bắc Triều Tiên.

Nghèo đói ở Bắc Triều Tiên rất lớn, mặc dù khó có số liệu thống kê xác thực do thiếu nghiên cứu đáng tin cậy, kiểm duyệt tràn lan và thao túng truyền thông rộng lớn ở nước này.
Tình trạng nghèo đói ở Cộng hòa Dân chủ Nhân dân Triều Tiên thường được giới truyền thông phương Tây lặp đi lặp lại nhiều lần với phần lớn đề cập đến nạn đói đã ảnh hưởng đến đất nước vào giữa thập niên 1990. Một báo cáo năm 2006 cho thấy rằng Bắc Triều Tiên cần khoảng 5,3 triệu tấn ngũ cốc mỗi năm trong khi chỉ thu hoạch được khoảng 4,5 triệu tấn, và do đó phải dựa vào viện trợ nước ngoài để khắc phục tình trạng thâm hụt. Nạn đói tiếp tục là một vấn đề mang tính hệ thống. Năm 2021, đã có báo cáo về nạn đói lan rộng ở nước này.
Bắc Triều Tiên sở hữu cả một nền kinh tế chỉ huy vốn là điều khá phổ biến ở các quốc gia cộng sản. Chính phủ kiểm soát hoàn toàn mọi hoạt động trao đổi tiền tệ, khiến nền kinh tế vẫn trì trệ do thiếu sự cạnh tranh giữa các doanh nghiệp. Nghèo đói ở Bắc Triều Tiên cũng được cho là do sự quản lý yếu kém của chế độ toàn trị. Có nghiên cứu ước tính rằng 60% tổng dân số Bắc Triều Tiên sống dưới mức nghèo khổ vào năm 2020.